# سينتينليز
السينتينليز (بالإنجليزية: The Sentinelese)‏ هم السكان الأصليون لجزيرة نورث سنتينل في جزر أندامان في الهند. وهم أحد شعوب أندامان، ويرفضون الاتصال بالعالم الخارجي، وهم من بين آخر القبائل الذين ظلوا بمعزل عن الحضارة الحديثة.
يعتمد السينتينليز أساسا على القنص والالتقاط من خلال صيد الحيونات والأسماك، وجمع النباتات البرية. ولا يوجد دليل على الممارسات الزراعية أو أساليب إيقاد النار. ولا تزال لغة سينتينليز [الإنجليزية] غير مصنفة ولا يمكن تفسيرها بشكل متبادل مع لغة جاراوا ‏ أقرب جيرانهم. تم تعيين سينتينليز كقبيلة مجدولة.

## السكان

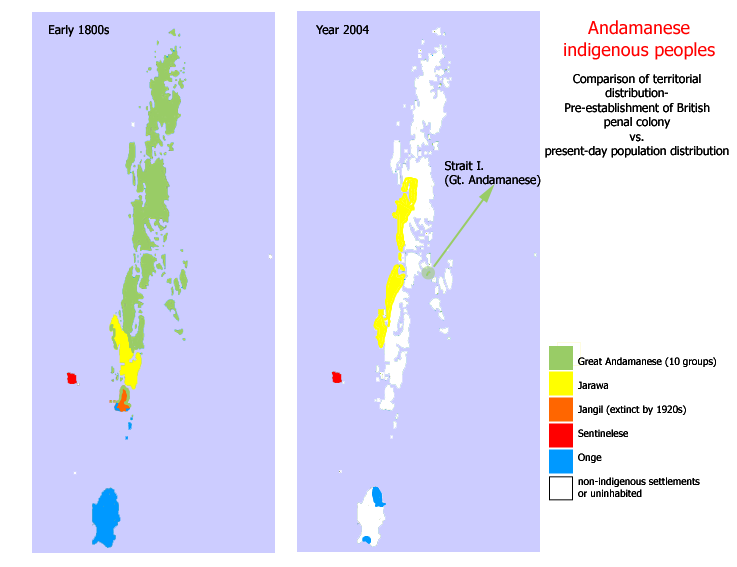
خريطة مقارنة تبين توزيع قبائل أندامان في جزر أندامان - أوائل 1800s في عام 2004. أبرزها:
أ) التهجير السريع للوطن الأصلي في جنوب شرق جاراوا في الفترة 1789-1793
ب) الانغماس والانكماش العظيم الأنداميني إلى المستوطنات المعزولة
ج) استكمال انقراض جانجيل بحلول عام 1931
د) تحرك جاراوا لاحتلال وطن الساحل الغربي السابق من الأنداميين العظيمين، و
هـ) منطقة سينتينليز هي الوحيدة التي لا تزال سليمة.

لا يوجد رقم دقيق لعدد سكان سينتينليز. وتتراوح التقديرات بين أقل من 40، وقيمة وسطية تبلغ حوالَي 250، و500 كحد أقصى. وفي عام 2001، سجل مسؤولو تعداد الهند 39 شخصا (21 ذَكَرًا و 18 أُنثى)؛ فيرى أن هذا المسح تم إجراءه من بعيد ومن المؤكد أنه لا يمثل رقما دقيقا للسكان الذين ينتشرون على جزيرة تبلغ مساحتها 59.67 كيلومترا مربعا (700 14 هكتار). في عام 2011 سجل تعداد الهند 15 شخصا فقط (12 من الذكور و 3 من الإناث). ولا يعرف أي أثر متوسط أو طويل الأجل على السكان سينتينليز من جراء الزلزال الذي وقع في المحيط الهندي في عام 2004 والتسونامي الذي نجم عنه، غير التأكيد على أنهم نجوا من أثاره المباشرة.

## مميزات
غالبا ما يوصف السينتينليز والشعوب الأصلية الأندامينية بأنها نيجريتوس، وهو مصطلح تم تطبيقه على مختلف الشعوب المنعزلة على نطاق واسع في جنوب شرق آسيا، مثل شبه جزيرة الملايو وشبه جزيرة الملايو، وأيتا من أرخبيل الفلبين، فضلا عن شعوب أخرى في أستراليا بما في ذلك السكان الأصليين من تسمانيا. الخصائص المميزة لهذه الشعوب «نيغريتو» (الذين ليسوا مجموعة أحادية النمط الخلوي) تشمل قامة قصيرة نسبيا، وبشرة داكنة، وشعر ذو مظهر أفريقي.
على الرغم من عدم وجود اتصالات عن قرب معهم، وصف الكاتب هاينريش هارير قامتهم على أنها قد تبلغ 1.6 متر (5 أقدام و3 إنشات) ويستخدمون اليد اليسرى على ما يبدو.

## الثقافة
أغلب ما هو معروف عن الثقافة المادية للسينتينليز مبني على الملاحظات من خلال محاولات الاتصال في أواخر القرن العشرين. ويعتبر السينتينليز مجتمعا يعتمد أساسا على الصيد والإلتقاط، ويحصلون على غدائهم من خلال صيد الحيونات والأسماك، وجمع النباتات البرية. ولا يوجد دليل على أي ممارسات زراعية.
مساكنهم إما تكون على شكل أكواخ كمأوى مع عدم وجود جدران جانبية وأرضية مغطاة في بعض الأحيان بالنخيل والأوراق، والتي توفر مساحة كافية لأسرة مكونة من ثلاثة أو أربعة أفراد وأمتعتهم، أو على شكل مساكن جماعية أكبر وتبلغ مساحتها حوالي 12 متر مربع ( 130 قدم مربع) وهي أكثر تفصيلا، مع أرضيات مرتفعة وأقسام عائلية مقسمة.[بحاجة لمصدر]
المعادن المتقدمة غير معروفة لديهم، والمواد الخام في الجزيرة نادرة للغاية. غير أنه لوحظ أنهم استخدموا الأجسام المعدنية التي غسلت أو تركت على الشواطئ ببراعة، مع قدرتها على الصقل البارد وشحذ الحديد وإدماجه في أسلحة ومواد أخرى. فعلى سبيل المثال، في أواخر الثمانينات، جنحت سفينتا حاويات دوليتان على الشعاب المرجانية الخارجية للجزيرة؛ وأخد سينتينليز عدة قطع من الحديد من السفن.
في 1880 البعثة البريطانية إلى الجزيرة بقيادة موريس فيدال بورتمان ذكرت أن «أساليبهم من الطبخ وإعداد طعامهم تشبه طريقة أونجي، وليس كالسكان الأصليين لأندامان العظمى».
تتكون أسلحتهم من الرمح ونوع من فلاتبو. وقد تم توثيق ثلاثة أنواع على الأقل من السهام، على ما يبدو لصيد الأسماك والصيد، وأخرى لاطلاق طلقات التحذير. سهام الصيد لديها عدد من الشوكات إلى الأمام؛ ولها رؤوس بيضاوية الشكل، والأخيرين فضلا عن اللحاء المرتبط بها تحت طرف مصنوع من الحديد. طول السهام أكثر من 1 متر. أما السهام من نوع هاربون أو الرمح فهي تقريبا نصفها، تقريبا بنفس طول الأقواس (أكثر من 3 أمتار، ويمكن أيضا إلقائها أو استخدامها للطعن، ولكن هذا ربما نادرا ما يكون.[بحاجة لمصدر]
لصيد الأسماك الكبيرة، يتم استخدام الحربة التي تشبه في التصميم سهام الصيد، وطولها يقرب من 2.5 متر. ومن المعروف أيضا السكاكين، ولكن من غير الواضح إلى أي مدى يصنعها سينتينليز أنفسهم.[بحاجة لمصدر]
وتشمل الأدوات المعروفة أدز، والصخور والحجارة، ومختلف السلال الناعمة أو الخشنة المنسوجة للأشياء الصغيرة أو الكبيرة، وكذلك الخيزران والحاويات الخشبية. يتم الحفاظ على النار كجمر داخل المساكن، ربما بمساعدة مشاعل الراتنج. وتوجد شباك صيد وزوارق مداد اساسية تستخدم لصيد الأسماك وجمع المحار من البحيرة ولكن ليس للرحلات البحرية المفتوحة.[بحاجة لمصدر]
الغذاء يتكون أساسا من النباتات التي تم جمعها في الغابات، جوز الهند، والتي كثيرا ما توجد على الشواطئ كبقايا طافية والخنازير، ويفترض أن غيرها من الحياة البرية (بصرف النظر عن السلاحف البحرية التي تقتصر على بعض الطيور واللافقاريات الصغيرة). ومن المعروف أن العسل البري يجمعه السينتينليز باستخدام نوع من لبلأدوات لسحب الفروع لجمع الفاكهة أو المكسرات، مثل سبوتة مألوفة وكاذي.[بحاجة لمصدر]